# Український науково-дослідний вуглехімічний інститут
Український державний науково-дослідний вуглехімічний інститут Міністерства промислової політики України (УВХІН) — одна з провідних світових науково-дослідних установ у галузі вуглехімії та коксохімії.
Інститут заснований 4 липня 1930 року в Харкові як перший у Радянському Союзі науково-дослідний центр коксохімічної промисловості.
Основні напрямки діяльності: дослідження в галузі термічної переробки вугілля, уловлювання й переробки продуктів коксування.
УВХІН видає «Вуглехімічний журнал».

## Директори
- Зашквара Василь Григорович (1947—1965)
- Ковальов Євген Тихонович (1996—)